# Tegastes intermedius
Tegastes intermedius is een eenoogkreeftjessoort uit de familie van de Tegastidae. De wetenschappelijke naam van de soort is voor het eerst geldig gepubliceerd in 1887 door Herrick.